# Карлівська міська рада
Карлівська міська рада — орган місцевого самоврядування у Карлівському районі Полтавської області з центром у місті Карлівка. Окрім міста Карлівка раді підпорядковано селище Іванівка та селище Солона Балка.

## Географія
Територією, що підпорядкована міській раді, протікає річка Орчик.

## Історія
Утворено 1957 року.

## Влада

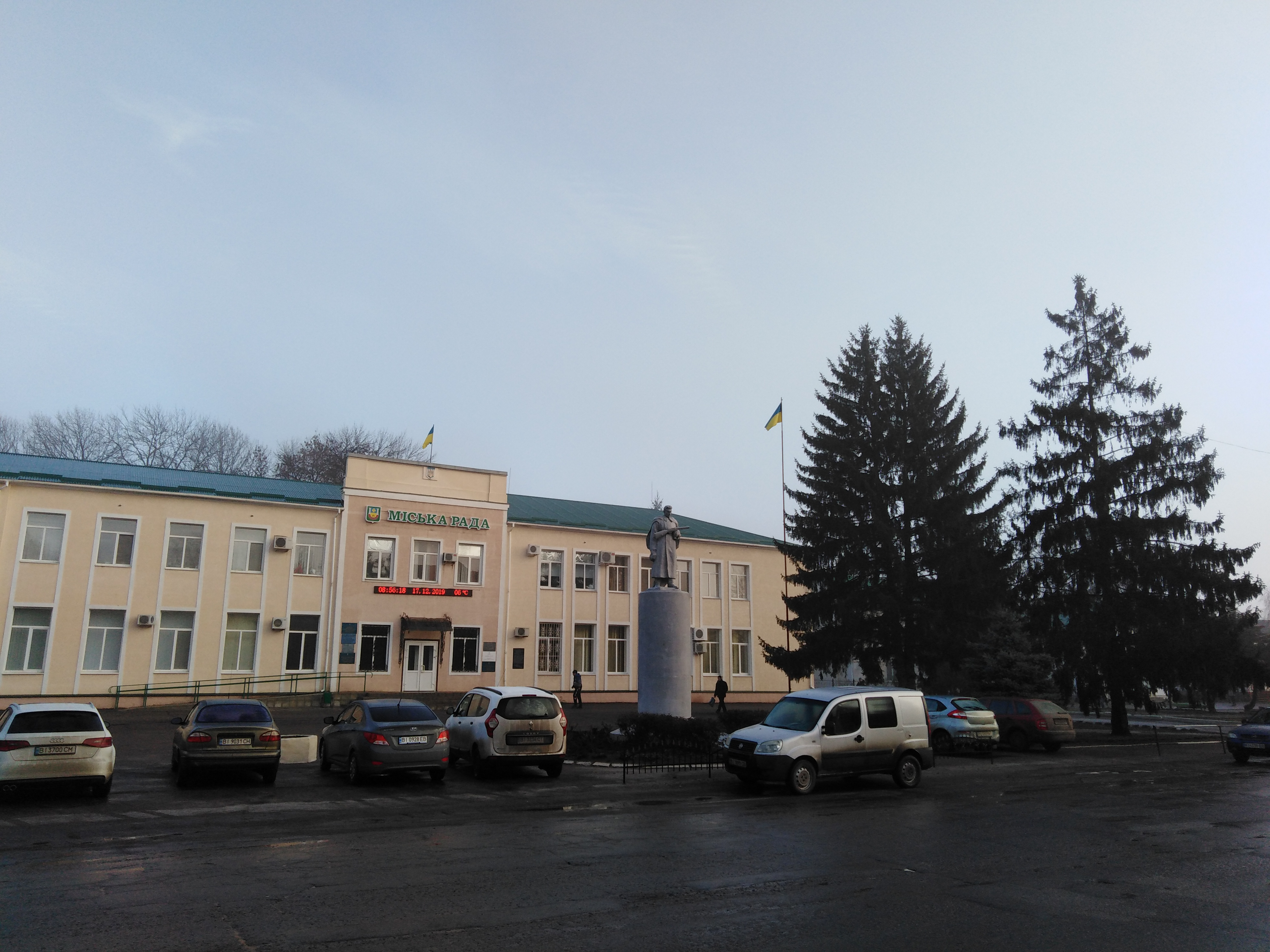
Будівля Карлівської міської ради

Загальний склад ради — 30
Міські голови (голови міської ради)
Наконечний Олександр Сергійович
Листопад 2015 - зараз